# Hammer Klavier Trio

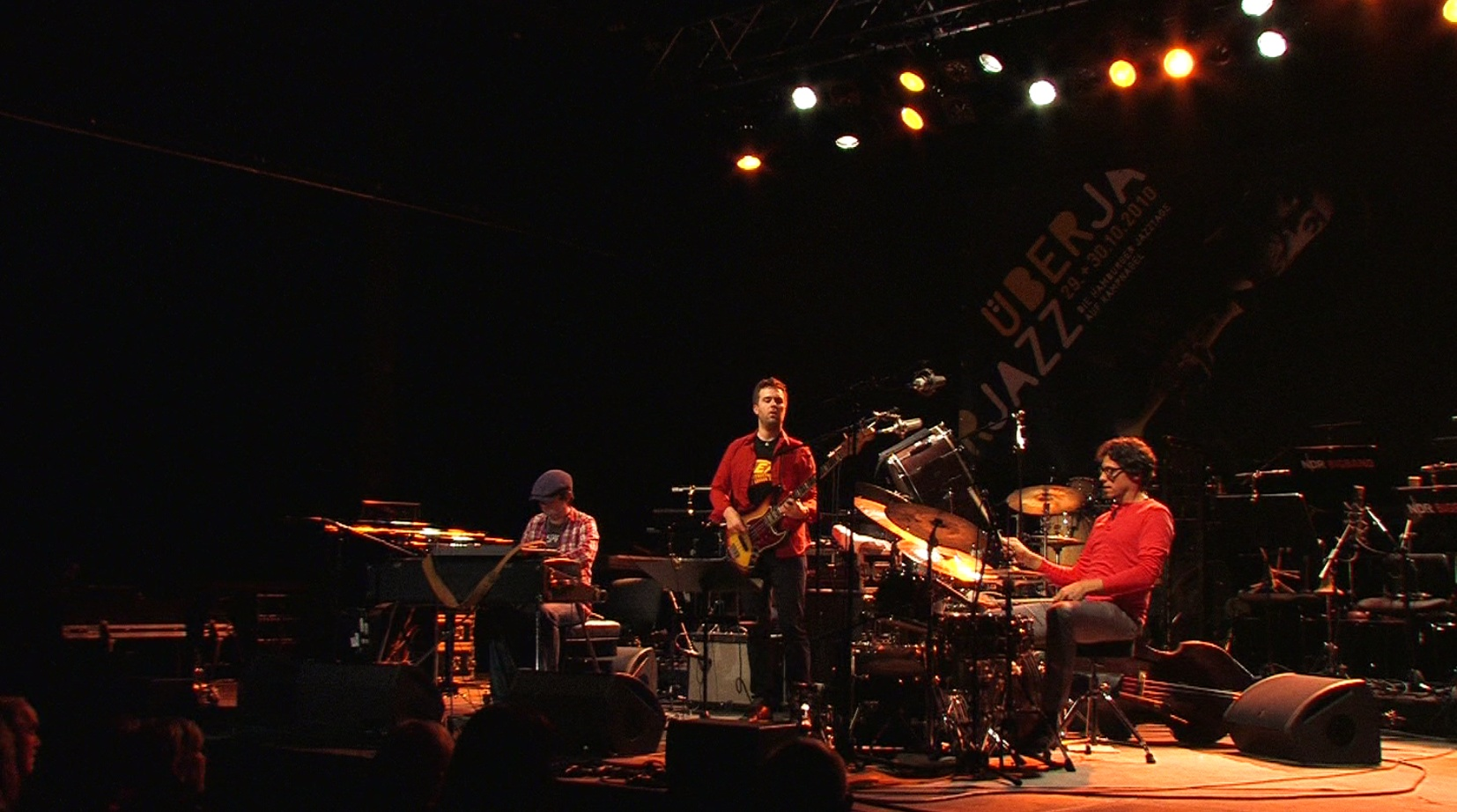
Hammer Klavier Trio
von links nach rechts: Boris Netsvetaev, Philipp Steen, Kai Bussenius

Das Hammer Klavier Trio ist ein deutsches Jazz-Trio aus Hamburg, das 2002 von Boris Netsvetaev (Klavier, Fender Rhodes), Philipp Steen (Bass) und Kai Bussenius (Schlagzeug) gegründet wurde.
Der Stil des Hammer Klavier Trios wurde als „irgendwo zwischen Monk und Bad Plus“ beschrieben. Die Band spielt akustisch wie elektrisch.
Das Debütalbum Now I Know who Shot JFK ist 2008 beim Schweizer Jazzlabel Altrisuoni erschienen.
Im April 2011 wurde das Video des Auftritts auf dem Überjazz Festival am 30. Oktober 2010 von der US-amerikanischen Jazz Journalists Association zum Video-of-the-Year candidate gekürt. In die weitere Auswahl gelangten Videos über Musiker wie Sonny Rollins und Henry Threadgill. Nicht nur die Fachpresse notierte die Nominierung als „kleine Sensation“.; auch Der Spiegel berichtete. Eine Einladung zur Awards Gala nach New York durch den Präsidenten der Jazz Journalists Association, Howard Mandel, führte zu fünf Auftritten in New York City und einem Einstieg in die New Yorker Clubszene.

## Diskografie
- Rocket in the Pocket (2012), Jan Matthies Records
- Now I Know who Shot JFK (2004), Altrisuoni